# آدم كول (لاعب كريكت)
آدم كول (4 مايو 1974 في المملكة المتحدة - ) (بالإنجليزية: Adam Cole)‏ هو لاعب كريكت بريطاني. لعب مع Buckinghamshire County Cricket Club ‏ وNorfolk County Cricket Club ‏.

## وصلات خارجية
- آدم كول على موقع إي آس بي آن كريك إنفو (الإنجليزية)